# Robert Marteau
Œuvres principales
Le Temps ordinaire
Robert Marteau, né le 8 février 1925 à Villiers-en-Bois, dans le Poitou, et mort le 16 mai 2011 à Paris,, est un écrivain français : à la fois poète, romancier, traducteur, essayiste, diariste.

## Biographie
Robert Marteau est né le 8 février 1925 à Villiers-en-Bois, dans les Deux-Sèvres. Ses parents et grands-parents sont à la fois exploitants agricoles et forestiers. Il est l’aîné de quatre frères et une sœur. À partir de 1930, il fréquente l’école communale. Il est ensuite interne au lycée Fontane à Niort en tant que boursier. Il lit tout ce qu’il trouve. En dehors des périodes scolaires, il participe aux travaux de la ferme et de la scierie familiale. Il passe ainsi les années de guerre entre le lycée et son village natal. Il obtient ses baccalauréats.
À 19 ans, en octobre 1944, il rejoint Paris. Il s’inscrit à la faculté mais n’a qu’un but : écrire. Il trouve un travail à mi-temps au Palais de justice et abandonne alors les études pour se consacrer à l’apprentissage de l’écriture en traduisant Virgile et en lisant Marcel Proust, Paul Claudel…
Il rencontre et épouse Lucienne ; ils ont une fille : Liliane. Il se résout à entrer dans l’enseignement primaire, en sacrifiant le moins possible lecture et écriture. 
En 1946, il retrouve Roger Parisot, lui aussi ancien lycéen à Niort, qui lui fait découvrir Les Cahiers du Sud, Simone Weil, Jean Genet, Émile Soldi. Il écrit, traduit et détruit tout. 
Il passe ses étés entre le Poitou et les Pyrénées, se rend souvent en Espagne ; il marche, lit et écrit de la poésie. 
En 1956, naissance de sa deuxième fille : Françoise. Il assiste aux corridas de Bayonne et va alors consacrer tous ses étés aux taureaux. Grâce au poème Taureaux dans Bayonne, il rencontre Camille Bourniquel qui l’engage à collaborer à la revue Esprit. Il assure la direction artistique de courts métrages commandés par la télévision de Radio-Canada et consacrés aux peintres Jean Le Moal, Gustave Singier, Jean Bertholle, Roger Bissière, Jean Lurçat. Il fait la connaissance de Henri Pichette grâce auquel il rencontre Gaston Miron. 
En 1962, Michel Deguy l’invite à collaborer à sa revue Po&sie.
En 1965, il quitte l’enseignement et entre au Centre national d’éducation populaire à Marly-Le-Roi où il organise des expositions de peinture, de sculpture et des séminaires. Il fréquente l’atelier de lithographies de Fernand Mourlot où il réalise plusieurs ouvrages avec Marc Chagall. Il fait la connaissance d’Eugène Canseliet, alchimiste opératif, éditeur de Fulcanelli.
En 1967, il fait un voyage et séjourne en Yougoslavie invité par son ami Miodrag Pavlovic. Il y retourne en 1968 pour réaliser le court métrage Les Anges de Kurbinovo.
En 1972, à la suite d’un séminaire avec des peintres et des poètes québécois il est invité à l’université de Montréal. Il s'installe alors à Montréal avec sa compagne. Il y demeure douze ans et prend la nationalité canadienne. Il travaille pour son ami Fernand Ouellette réalisateur à Radio-Canada, fait différents séjours, tant aux États-Unis qu’au Canada.

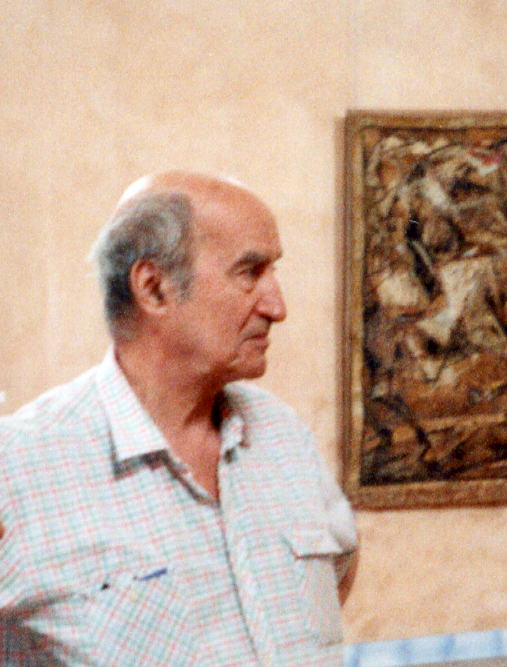
Camille Bourniquel, peintre, poète et écrivain. Robert Marteau fait sa connaissance en 1956. Photo prise en 1997.

En 1984, il rentre en France avec sa compagne et collabore avec Jacqueline Dubaut à la Galerie du Fleuve qu’elle dirige. Ils voyagent et séjournent en France et en Italie.
En 1988, il est invité à Toronto par son ami Barry Callaghan qui est devenu son éditeur en langue anglaise. Sa compagne, malade, reste au Canada, dans sa famille.
À partir des années quatre-vingt-dix, installé à Paris dans le treizième arrondissement, il se consacre exclusivement à l'écriture ; il voit toujours beaucoup de peinture, marche, écrit et  traduit, entouré de nombreux amis artistes. Il séjourne de plus en plus fréquemment dans les Pyrénées et retourne assister aux corridas de la région.
À l'occasion de la parution de son recueil Rites et Offrandes, il reçoit le prix Charles Vildrac de la Société des Gens de Lettres en 2003.
En 2005, il reçoit le Grand Prix de poésie de l'Académie française pour l'ensemble de son œuvre poétique. Le Centre du livre et de la lecture lui décerne un an plus tard le prix du livre en Poitou- Charentes pour son roman Dans l'herbe (éditions Champ Vallon, 2006).
En 2009 la médiathèque d'Issy-les-Moulineaux lui consacre une exposition : "Robert Marteau et ses amis peintres et graveurs".
En 2010, il reçoit le Prix Mallarmé pour son recueil Le Temps ordinaire (éditions Champ Vallon, 2009).
Il est décédé le 16 mai 2011 à son domicile parisien.
En 2013, l'université de Pau lui consacre un colloque et une série de séminaires dont les actes sont publiés aux éditions de la Licorne.
En 2019 sa biographie, Mesure du ciel et de la terre, rédigée par Jean-Yves Casanova est publiée aux Éditions Léo Scheer.
Il existe un fonds d'archives de Robert Marteau conservé au centre d'archives de Montréal de Bibliothèque et Archives nationales du Québec.

## Œuvres
- Royaumes, poésie, Seuil, 1962

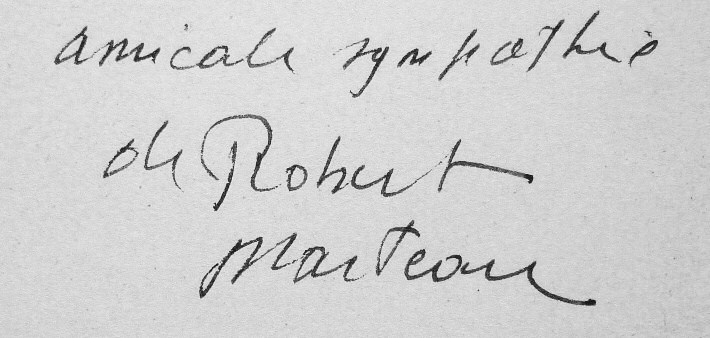
Signature de Robert Marteau

- Travaux sur la terre, poésie, Seuil, 1966
- Des chevaux parmi les arbres, roman, Seuil, 1968 ; réédition,Champ Vallon, 1992
- Sibylles, poésie, Paris, Galanis, 1971
- Les Vitraux de Chagall, essai, Paris, Mazo, 1972 ; traduction anglaise, New York, Tudor, 1973
- Pentecôte, roman, Gallimard, 1973
- Atlante, poème, Montréal, L’Hexagone, 1976 ; traduction anglaise, Toronto, Exile, 1979
- Traité du blanc et des teintures, poème, Montréal, Erta, 1978 ; traduction anglaise, Toronto, Exile, 1980
- Salamander, anthologie poétique bilingue, Princeton, Princeton University Press, 1979
- Mont-Royal, journal, Gallimard, 1981
- Fleuve sans fin - Journal du Saint-Laurent, journal, Gallimard, 1986 ; réédition, La Table Ronde, coll. « La petite Vermillon », 1994
- Sur le motif, journal, Seyssel, Champ Vallon, 1986
- Venise en miroir, Quimper, Calligrammes, 1987
- Vigie, Quimper, Calligrammes, 1987
- H. H. Steffens, Merlin Verlag, 1988
- Voyage au verso, Champ Vallon, 1989
- Ce que corneille crie, poésie, Champ Vallon, 1989
- Comte de Villamediana : Poésies, traduction, La Différence, coll. « Orphée », 1989
- Forestières, Paris, Métailié, 1990
- Fragments de la France, Champ Vallon, 1990
- Luis de Góngora, Première Solitude, traduction, La Différence, coll. « Orphée », 1991
- Le Jour qu’on a tué le cochon, roman, Champ Vallon, 1991
- Cortège pour le Corbeau, poésie, Quimper, Calligrammes, 1991
- Liturgie, Champ Vallon, 1992
- Huit peintres, La Table Ronde, 1994
- Études pour une muse, Champ Vallon, 1995
- Royaumes - Travaux sur la terre - Sibylles (réédition), La Différence, coll. « Orphée », 1995
- La Récolte de la rosée, la tradition alchimique dans la littérature, Paris, Belin, coll. « L’Extrême contemporain », 1995
- Louanges, poésie, Champ Vallon, 1996
- Registre, poésie, Champ Vallon, 1999
- La Couleur du temps, livre d'artiste réalisé en collaboration avec le peintre Georges Badin, éditions Alin Anseew, 2001
- Marie, gravures de Teresa Montero, éditions Jean-Jacques Sergent, 2001
- Rites et Offrandes, Champ Vallon, 2002
- Le Secret, gravures de José San-Martin, Azul éditions, 2002
- Le Miroir volatil, livre d'artiste réalisé en collaboration avec François Righi, Ivoy-le-Pré, D'Ailleurs l'image, 2003
- Assomption, gouache de René Lagore, éditions Jean-Jacques Sergent, 2003
- La Salamandre, lithographies de Michel Madore, éditions Fulbert (Jean-Jacques Sergent), 2005
- Dans l'herbe, Champ Vallon, 2006
- Sur le sable, chroniques taurines, Éditions Mémoire Vivante, 2007
- Le Temps ordinaire, Champ Vallon, 2009
- Entre sable et ciel, Éditions Mémoire Vivante, 2010
- Écritures, Champ Vallon, 2012
- Salve, Champ Vallon, 2015
- La venue, Champ Vallon, 2017
- Plain-chant, Champ Vallon, 2022